# Tigridia immaculata
Tigridia immaculata är en irisväxtart som först beskrevs av Herb., och fick sitt nu gällande namn av Pierfelice Ravenna. Tigridia immaculata ingår i släktet Tigridia och familjen irisväxter. Inga underarter finns listade i Catalogue of Life.

## Bildgalleri

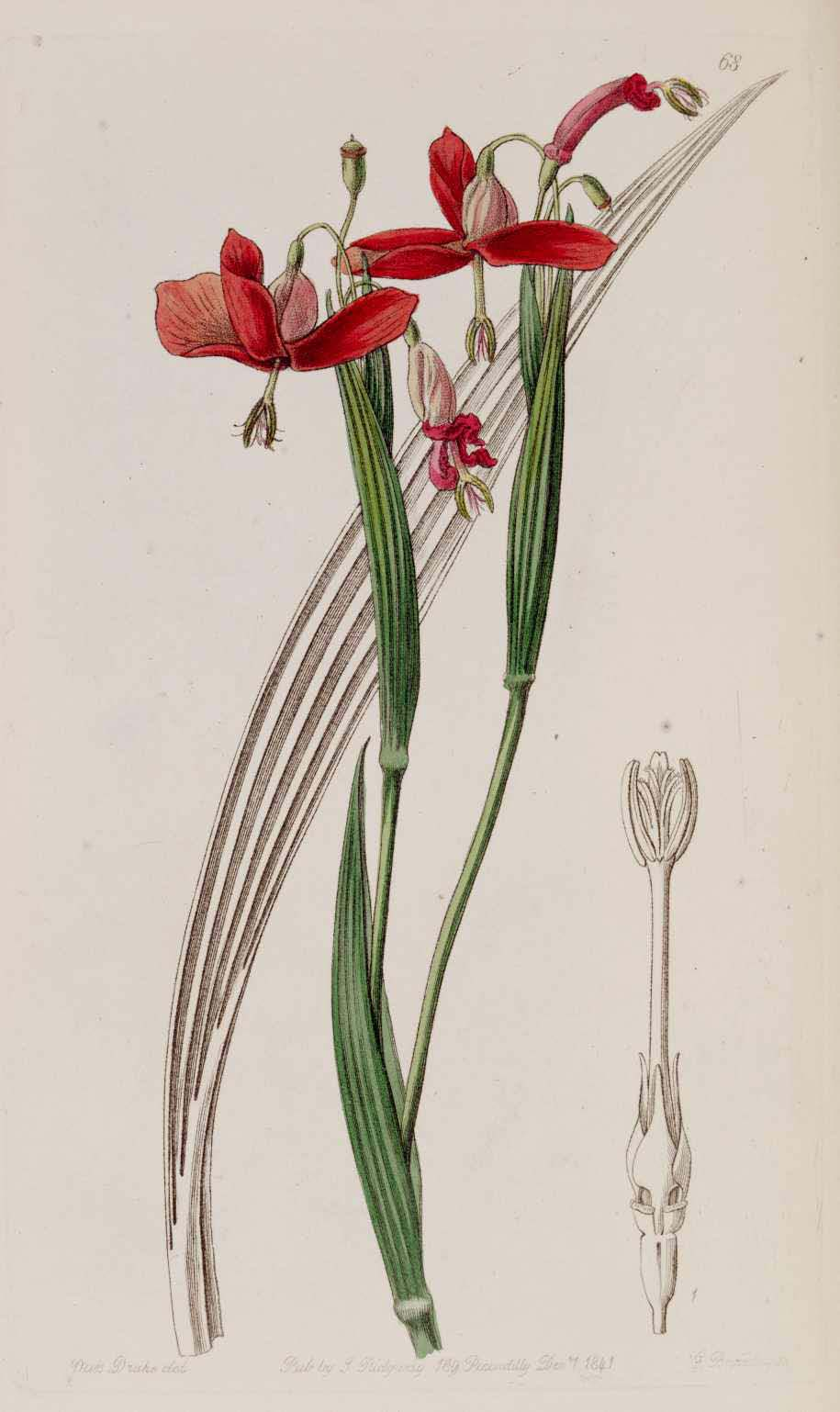